# دراسات جينية على الصرب
تظهر الدراسات الجينية على الصرب تقاربًا وثيقًا مع السلاف الجنوبيين المجاورين الآخرين.

## Y-DNA

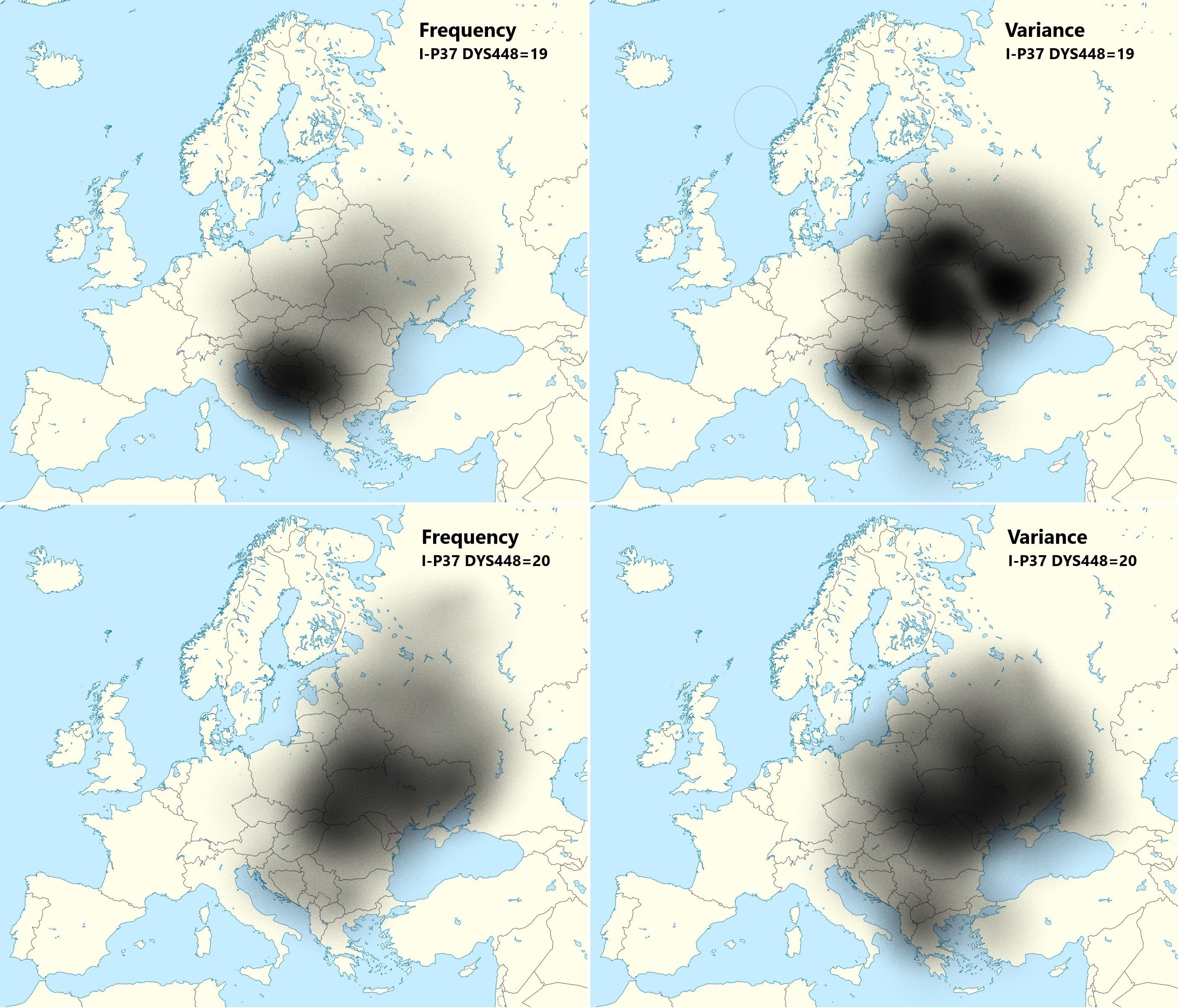
التوزيع التقريبي للتردد والتباين لمجموعات مجموعة فردانية I-P37 ، أسلاف "دنيبر-كارباثيان" (DYS448 = 20) والمشتقة "البلقان" (DYS448 = 19: ممثلة بواسطة SNP I-PH908 واحد) ، في أوروبا الشرقية لكل OM Utevska (2017).

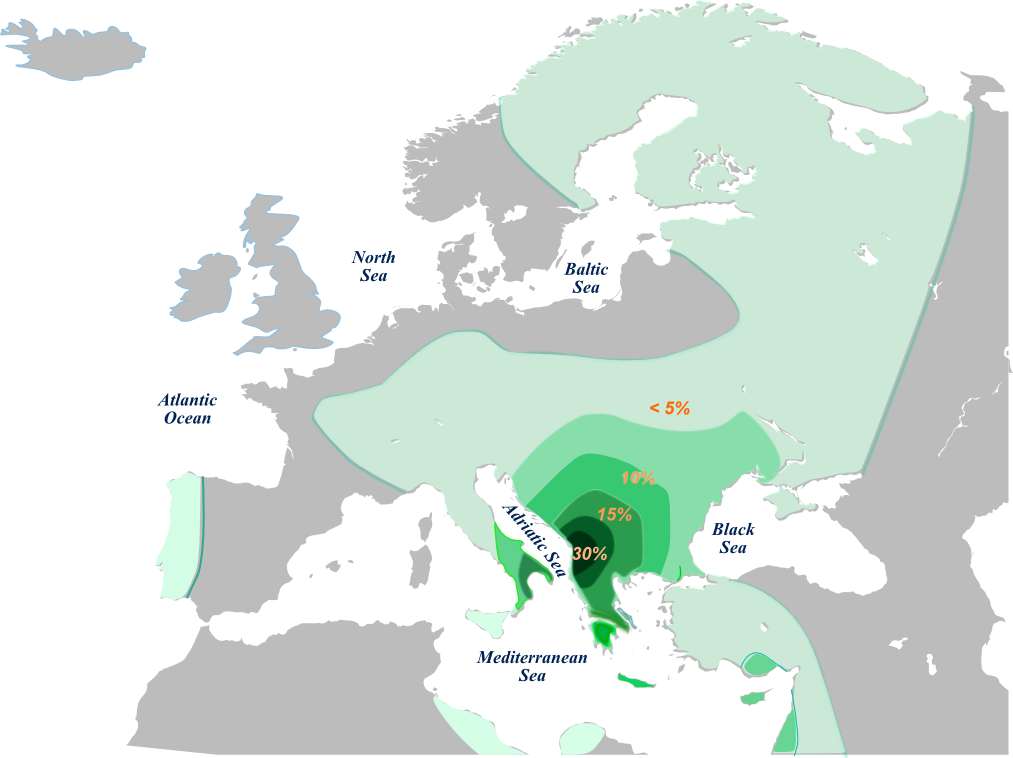
توزيع مجموعة فردانية E-V13 في أوروبا.

## الأنثروبولوجيا الفيزيائية
وفقًا لعالم الأنثروبولوجيا الفيزيائية الصربي زيفكو ميكيتش، طور سكان صربيا في العصور الوسطى نمطًا ظاهريًا يمثل مزيجًا من السمات الدينارية السلافية والأصلية في البلقان. يجادل Mikić بأن السمات الدينارية، مثل صغر الرأس ومتوسط الارتفاع الأكبر، أصبحت منذ ذلك الحين سائدة على السمات السلافية بين الصرب.